# Heliangelus spencei
El colibrí de Mérida, ángel del sol de Mérida o ángel del sol de cuello blanco (Heliangelus spencei) es una especie de ave apodiforme de la familia Trochilidae, perteneciente al género Heliangelus. Es endémico de los Andes del oeste de Venezuela.

## Distribución y hábitat
Es endémica de la cordillera de Mérida en el noroeste de Venezuela, donde habita en bosques nubosos, páramos, bordes de bosques arbustivos, pastizales con matorrales y claros boscosos, en altitudes entre 2000 y 3600 m.

## Sistemática

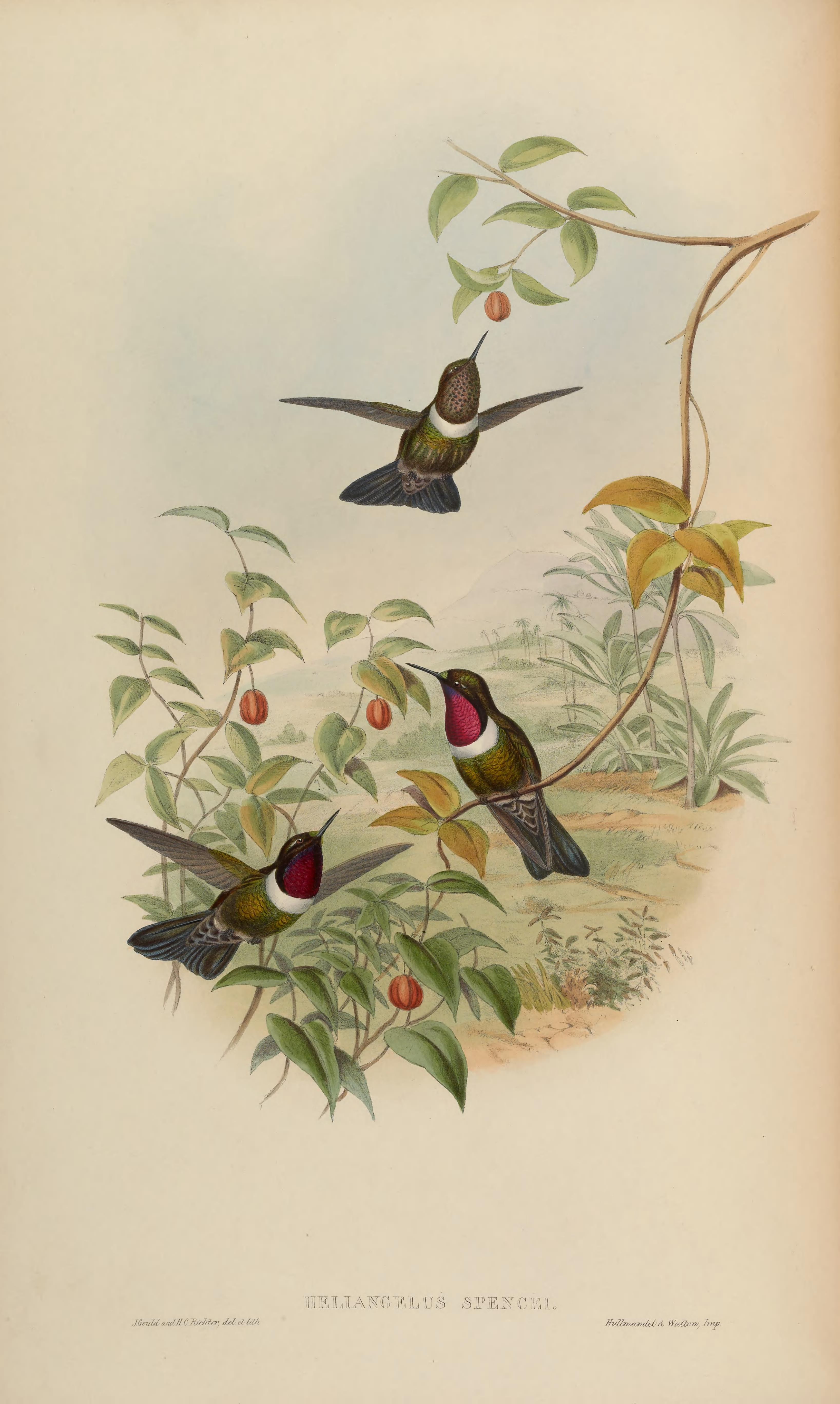
Heliangelus spencei ilustración de Gould y Richter en A monograph of the Trochilidae, or family of humming-birds 4, 1861.

### Descripción original
La especie H. spencei fue descrita por primera vez por el ornitólogo francés Jules Bourcier en 1847 bajo el nombre científico Trochilus spencei; su localidad tipo es: «Mérida, Venezuela».

### Etimología
El nombre genérico masculino «Heliangelus» se compone de las palabras del griego «hēlios» que significa ‘sol’, y «angelos» que significa ‘ángel’; y el nombre de la especie «spencei», conmemora al entomólogo británico William Spence (1783–1860).

### Taxonomía
La presente especie y Heliangelus clarisse fueron alternativamente tratadas como especies plenas o como subespecies de Heliangelus amethysticollis, H. spencei  también fue tratada como subespecie de H. clarisse. Actualmente la mayoría de las clasificaciones las consideran como especies separadas, con base en las diferencias morfológicas y también vocales; con excepción del Comité de Clasificación de Sudamérica (SACC) que aguarda una proposición al respecto. Es monotípica.